# Princess O'Rourke
Princess O'Rourke je americká romantická komedie z roku 1943 režiséra Normana Krasny. V hlavní roli se objevila známá hollywoodská hvězda Olivia de Havilland.

## Děj
New York ve čtyřicátých letech, krátce po vstupu USA do války. Evropská princezna v exilu Maria je zavřená v newyorském luxusním hotelu jako ve zlaté kleci. Navíc se ji její strýček snaží co nejlépe provdat. Kandidáti jsou sice velmi urození, Maria však sní o muži, s nímž by měla něco opravdu společného. Aby ji zabavil, rozhodne se strýček poslat Marii na západní pobřeží. Ta však trpí strachem z létání, a tak si v letadle postupně vezme čtyři prášky na spaní. Letadlo se musí kvůli nepřízni počasí vrátit a Maria, o níž nikdo neví, co je zač, zůstane v náručí mladého pilota Eddieho.
Druhého dne Maria zcela propadne kouzlu sympatického Američana. Vydává se za chudého uprchlíka a ani nedoufá, že by z jejího nového vztahu mohlo něco být. Ovšem Mariin strýček považuje sňatek evropské princezny s obyčejným Američanem za vhodnou věc, především z propagandistických důvodů, takže dá svatbě své svolení. Eddie si však těžko zvyká na roli prince, a když je po něm vyžadováno, aby se vzdal amerického občanství, odmítne. Nakonec se s Marií ožení v tajnosti v Bílém domě, kde je princezna ubytována, ne jako s princeznou, ale jako s obyčejnou dívkou.

## Hrají
- Olivia de Havilland - princezna Maria/Mary Williams
- Robert Cummings - Eddie O'Rourke
- Charles Coburn - Holman, Mariin strýc
- Jack Carson - Dave Campbell
- Jane Wyman - Jean Campbell
- Harry Davenport - soudce Nejvyššího soudu
- Gladys Cooper - Miss Haskell
- Minor Watson - Mr. Washburn
- Nan Wynn - zpěvačka v nočním klubu
- Curt Bois - hrabě Peter de Candome
- Ray Walker - tajný agent
- Ernest Anderson - posel
- Julie Bishop - stewardka
- Ferike Boros - Mrs. Anna Pulaski
- Harry C. Bradley - Matildin manžel
- Nana Bryant - Mrs. Mulvaney
- Chester Clute - Mr. Mookle, správce bytu
- David Clyde - Gray, sluha
- Edgar Dearing - policista u Bílého domu
- John Dilson - obsluha výtahu
- Roland Drew - první letecký dispečer
- Bill Edwards - operátor v ústředně
- Mary Field - Clara Stilwell
- Ruth Ford - Clare Stillwell
- Rosina Galli - žena majitele řecké kavárny
- Edward Gargan - udeřený chodec
- Jody Gilbert - řidička náklaďáku
- Marjorie Hoshelle - Miss Jeffries, asistentka
- Bill Kennedy - druhý letecký dispečer
- Vera Lewis - Matilda
- Frank Mayo - cestující v letadle
- Jack Mower - třetí letecký dispečer
- Catherine Price - správce Bílého domu/ svědek
- Frank Puglia - majitel řecké kavárny
- Christian Rub - vrátný
- Douglas Spencer - pilot
- Emmett Vogan - tajný agent
- Nydia Westman - Mrs. Bowers, instruktorka první pomoci
- Whiskers - Fala, pes v Bílém domě
- Lottie Williams - chodec
- Dave Willock - poslíček

## Zajímavosti
- Snímek byl uveden více než rok po svém dokončení.

## Ocenění
- Roku 1944 byl nominován na Oscara za nejlepší původní scénář.